# 8JKビーム・アンテナ
8JKビーム・アンテナは、アンテナの一種。フラットトップ・アンテナとも称される。
オハイオ州立大学教授でアンテナ・デザイナー、また天文学者でもあるジョン・D・クラウスの考案によるもので、「8JK」は氏のコールサイン（W8JK）に由来する。
形式は2素子八木アンテナの派生で、これが更に発展したものがHB9CVである。
シングル・セクションの8JKビーム・アンテナは、長さが等しい2本の1/2波長ダイポール・アンテナを1/8波長から1/4波長離して平行に配置し、それぞれ逆位相に給電する。エレメントの中央から給電するタイプ、エレメントの端から給電するタイプ（エレメントが中央で交差する）、および中央給電タイプのエレメントの半分をスタブに置き換えたタイプがある。双方向ビームであり、2方向に指向性を持つ。ダイポール・アンテナと比較してビームはシャープであり、打ち上げ角は低くなる。
エレメントを2セクション（1/2波長の2倍、1波長ダイポール・アンテナで構成）以上の長さにして、利得を増大させることも可能である。